# Manuel Frigo
Manuel Frigo (Cittadella, 18 de fevereiro de 1997) é um nadador italiano, medalhista olímpico.

## Carreira
Frigo conquistou a medalha de prata nos Jogos Olímpicos de Verão de 2020 em Tóquio na prova de revezamento 4×100 m livre masculino, ao lado de Alessandro Miressi, Thomas Ceccon, Lorenzo Zazzeri e Santo Condorelli, com a marca de 3:10.11.